# Meryhathor
Meryhathor fou el faraó al que s'atribueix la fundació de la dinastia X de l'antic Egipte. El seu nom, que inclou el del déu Hathor, suposa un canvi de tendència en el regnat, ja que fins llavors el nom de regne implicava l'ús del nom del déu sol Ra. La traducció és "estimat d'Hathor". El seu nom apareix a les pedreres de Hatnub, que també foren explotades per altres sobirans de les dinasties IX i X.